# 大江山運動公園

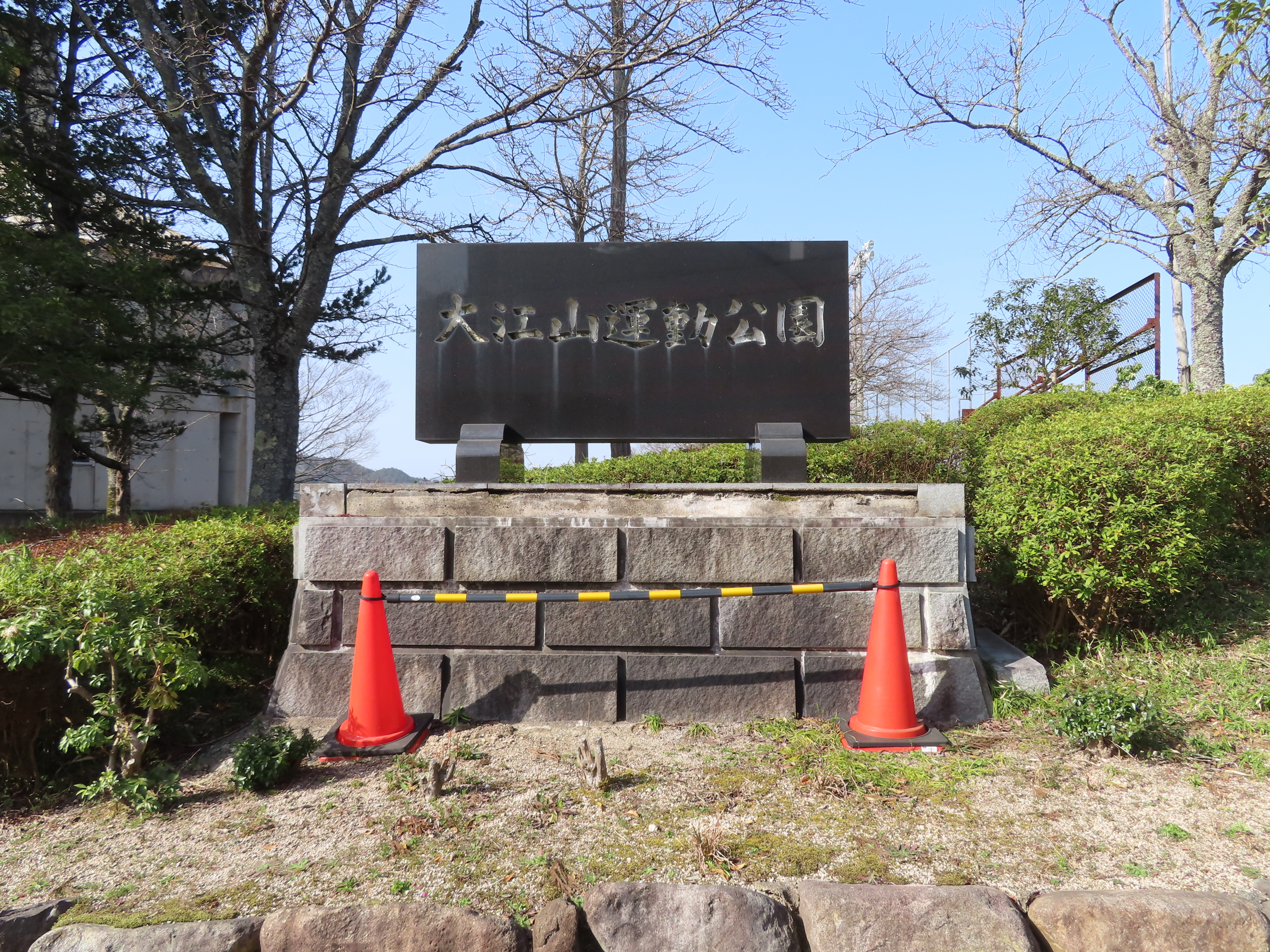
大江山運動公園（2023年3月）

大江山運動公園（おおえやまうんどうこうえん）は、京都府与謝郡与謝野町にある運動公園。

## 概要
総面積4万5000m2。ナイター設備のあるグランド、ナイター設備のある全天候型のテニスコート、体育館等がある。
合併前の各スポーツ施設名称は加悦町町民グランド、加悦町町民体育館、加悦町町民テニスコートであったが、合併後は大江山運動公園グランド、大江山運動公園体育館、大江山運動公園テニスコートに変更された。

## 主な施設
- 大江山運動公園グラウンド　　　：野球2面、ソフトボール4面
- 大江山運動公園体育館　　　　　：バスケットボール2面、バレーボール2面
- 大江山運動公園体育館柔道場　 ：50畳
- 大江山運動公園テニスコート　　：3面
- 松風庵(茶室)
- 若者センター
- 婦人の家
- ミニアスレチック

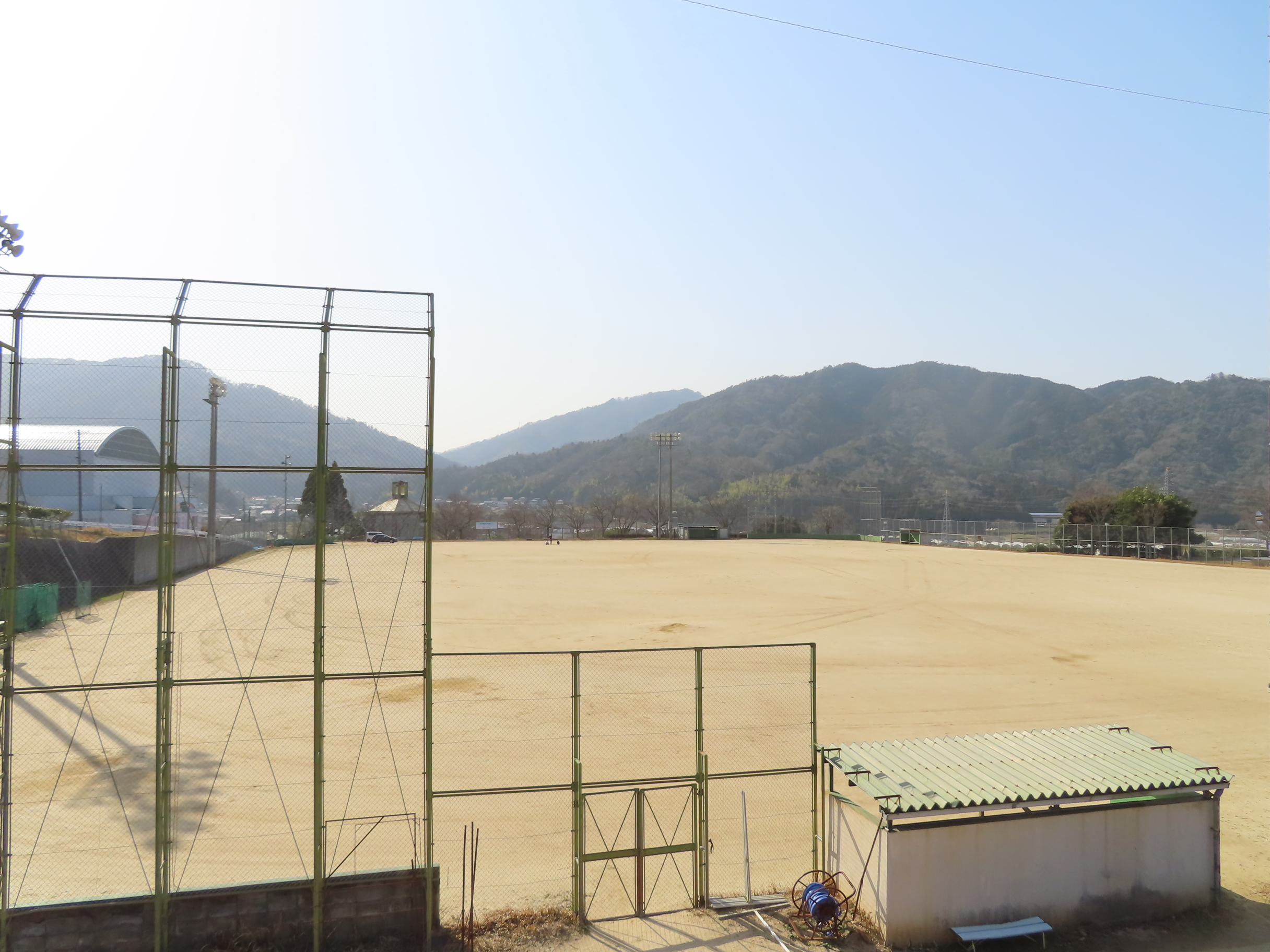
グラウンド
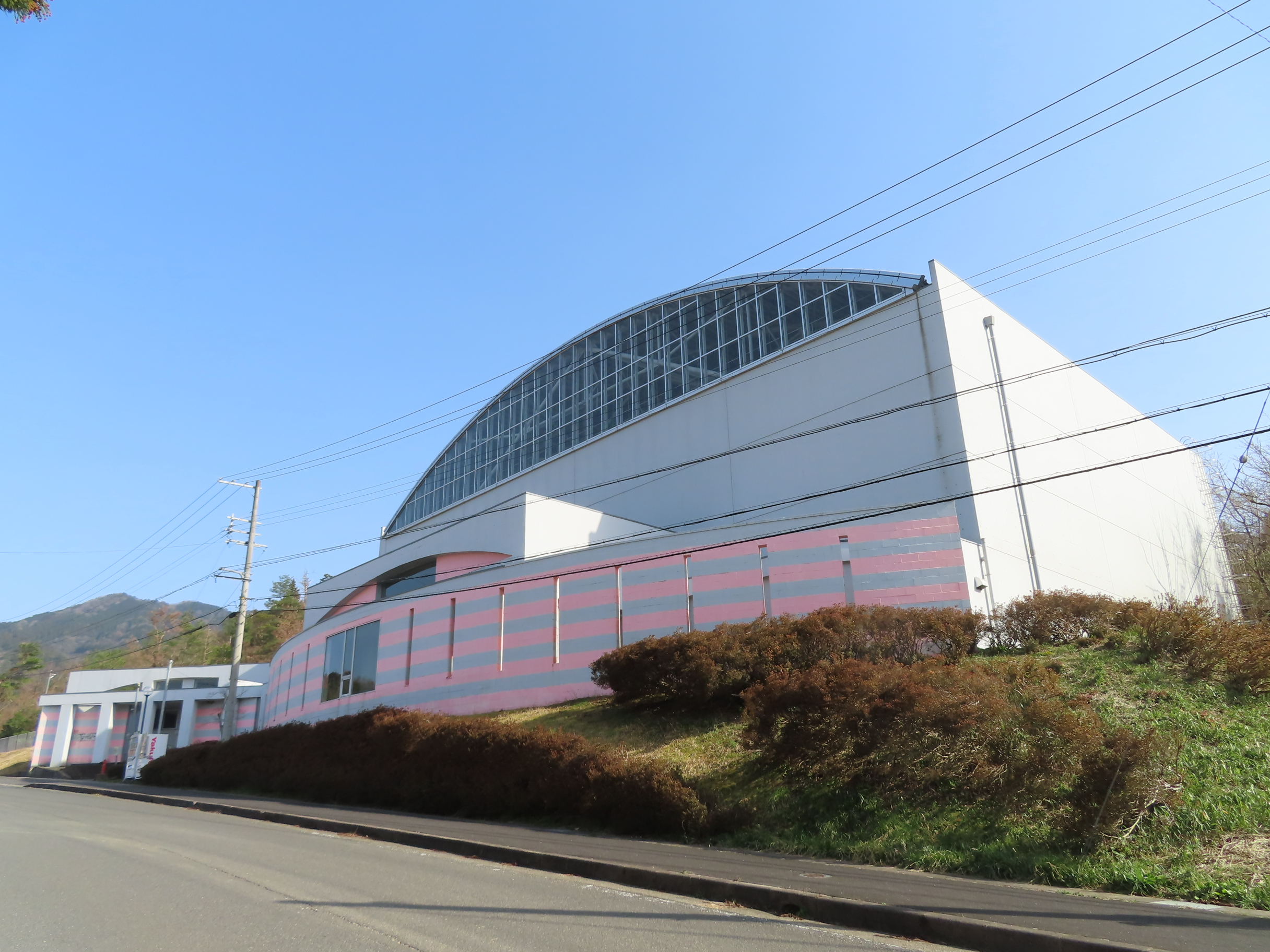
体育館
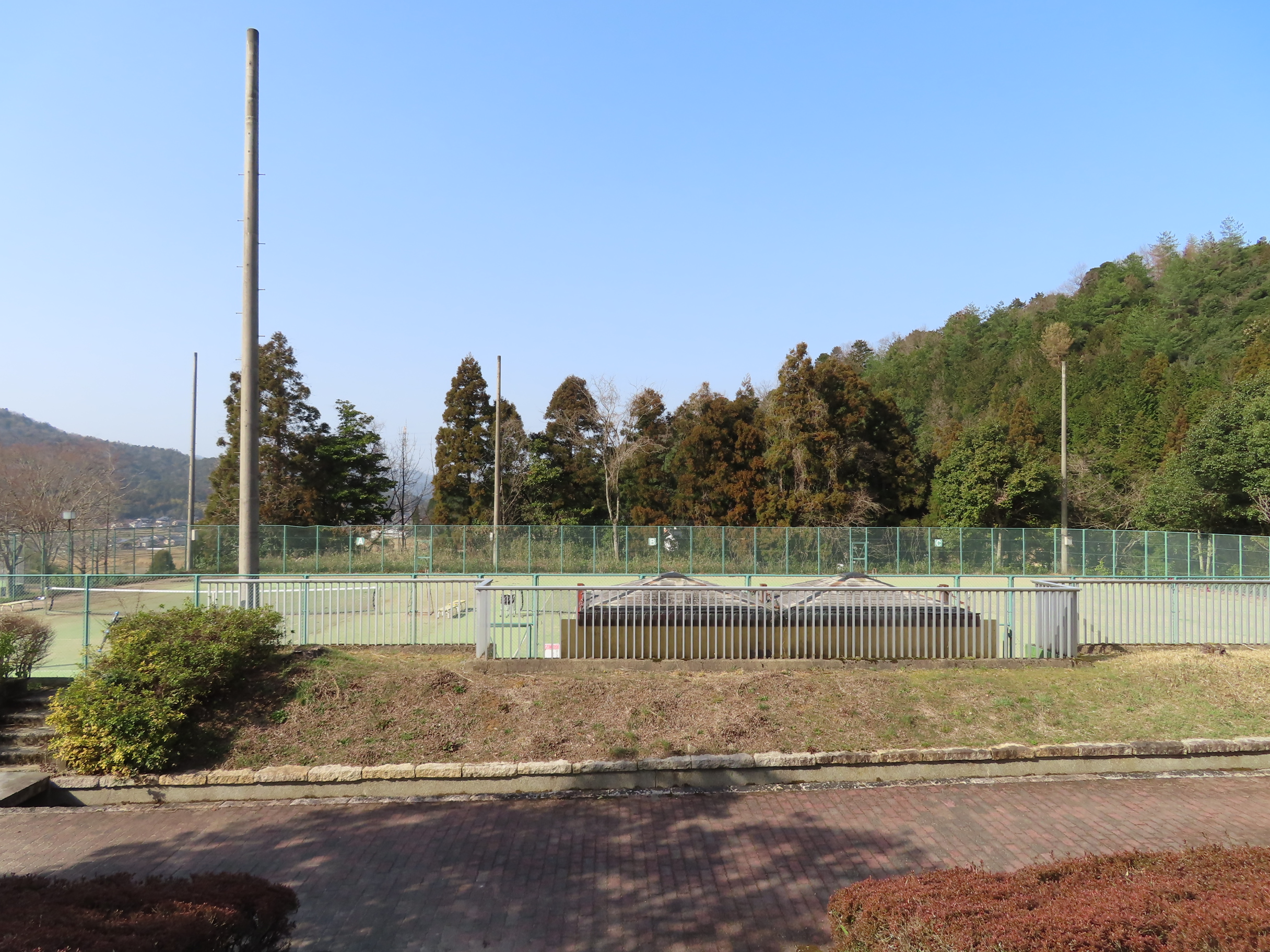
テニスコート
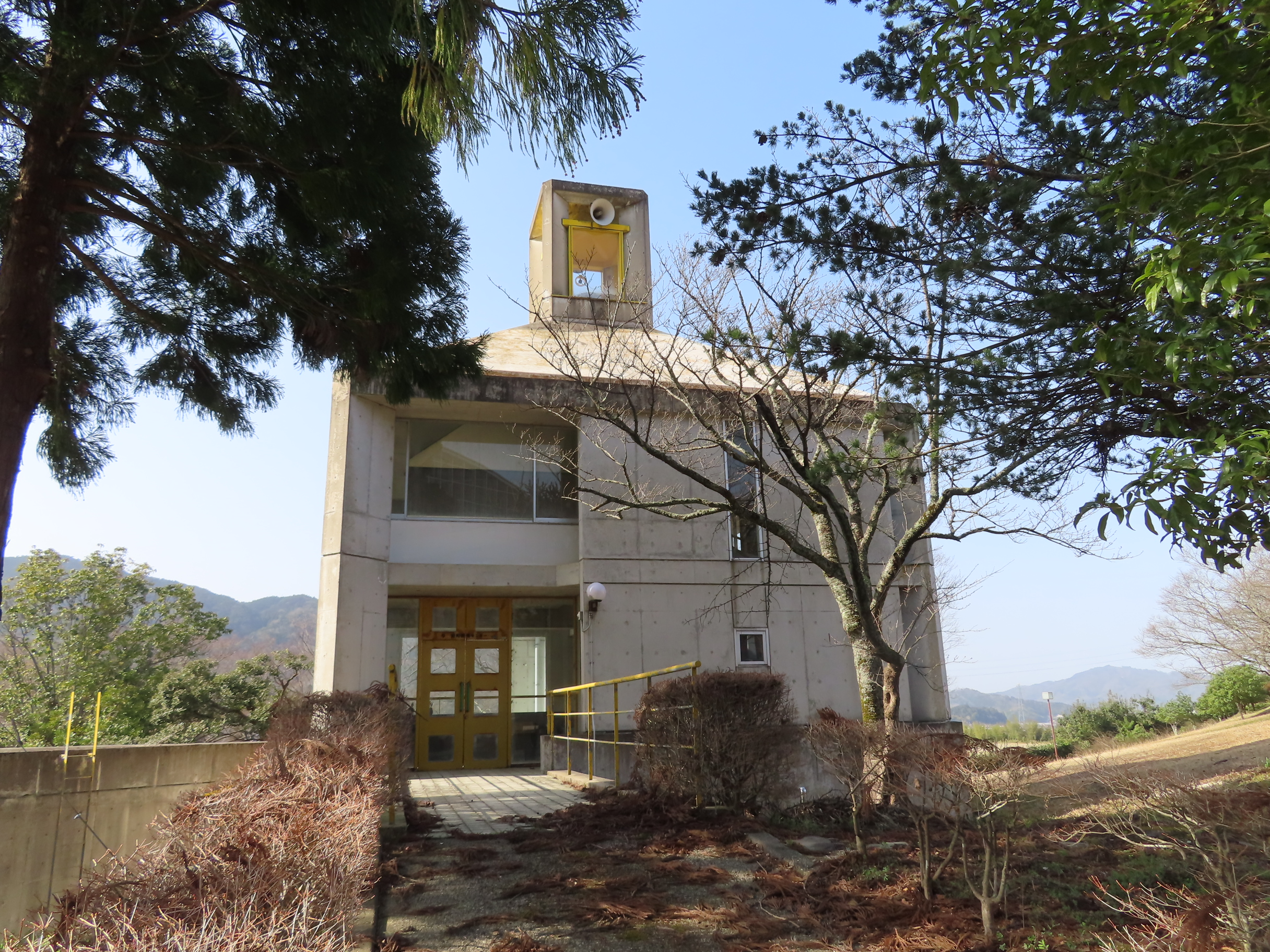
若者センター

## 交通アクセス
- 国道176号線、シルクのまち かや すぐ近く。